# Rio Santa Bárbara
O rio Santa Bárbara é um curso de água do estado de Minas Gerais, Região Sudeste do Brasil. Nasce a partir do encontro dos rios Conceição e São João e deságua na margem esquerda do rio Piracicaba. Banha as cidades de Barão de Cocais, Santa Bárbara e São Gonçalo do Rio Abaixo.
O curso alimenta as pequenas centrais hidrelétricas (PCHs) de Peti e São Gonçalo, em uma região com forte presença da mineração. Sua bacia hidrográfica é uma das principais sub-bacias do rio Piracicaba, abrangendo total ou parcialmente oito municípios: Barão de Cocais, Bela Vista de Minas, Bom Jesus do Amparo, Catas Altas, Itabira, João Monlevade, Santa Bárbara e São Gonçalo do Rio Abaixo. Fornece água a alguns desses municípios, incluindo a 80% da população de João Monlevade.